# Памятник Ленину на Казанском вокзале
Памятник В. И. Ленину — скульптурное изображение В. И. Ленина из гипса, созданное путём копирования статуи скульптора Г. Д. Алексеева, и установленное архитектором С. Е. Чернышёвым на невысоком постаменте перед входом в центральный зал ожидания Казанского вокзала Москвы.

Оригинал памятника Ленину во дворе Пролетарки в городе Твери

Оригинал памятника был создан скульптором Г. Д. Алексеевым на средства рабочих фабрики Пролетарка и установлен 1 мая 1925 года. Скульптор лично приехал в Тверь, чтобы присутствовать при установке. Позднее со скульптуры была отлита гипсовая копия, которую установили на Казанском вокзале Москвы. Эта работа «Призывающий вождь» была утверждена комиссией по увековечению памяти Ленина для широкого «воспроизведения и распространения» во многих городах СССР.
Фигура Ленина выполнена из гипса в традициях реалистической скульптуры XIX века и имеет высоту около двух метров. Характерной чертой композиции является призывающий жест поднятой руки.